# Alexander von Zagareli

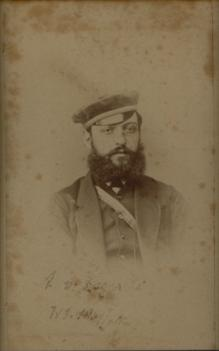
Zagareli als Schotte

Alexander Anton von Zagareli (auch Cagareli geschrieben; georgisch ალექსანდრე ანტონის ძე ცაგარელი; * 27. Novemberjul. / 9. Dezember 1844greg. in Kaspi, Gouvernement Tiflis; † 12. November 1929 in Tiflis) war ein georgischer Sprachwissenschaftler. Er war Professor der Linguistik an der Universität Sankt Petersburg und Mitbegründer der Staatlichen Universität Tiflis.

## Leben
Nach dem Schulbesuch am Klassischen Gymnasium Tiflis studierte Zagareli Philosophie und Geschichte an den Universitäten Wien, München, Tübingen und Sankt Petersburg. In Tübingen schloss er sich im Wintersemester 1869/1870 der Studentenverbindung Landsmannschaft Schottland an. Hier wurde auch der Grundstein für die lebenslange Freundschaft zu dem Altphilologen Ernst von Mohl gelegt.
Nach seiner Promotion in Moskau wurde Zagareli 1872 in Sankt Petersburg habilitiert. Seine Habilitationsschrift trägt den Titel Vergleichende Prüfung der Morphologie der iberischen Gruppe der kaukasischen Sprachen. Er wurde dann Dozent an der Universität St. Petersburg für georgische Literatur. 1886 wurde er zum Professor an der Fakultät für Orientalische Sprachen berufen und leitete den Lehrstuhl für armenische und georgische Studien.
Zu seinen bekanntesten Schülern zählt Nikolai Marr. Aufgrund von Meinungsverschiedenheiten mit Zagareli habilitierte sich dieser nicht für Georgisch, sondern für Armenisch. Der Grund hierfür dürfte wohl in Marrs polemischen, gegen Zagareli gerichteten Aufsatz von 1888 liegen. Die darin enthaltene Hypothese von einer georgisch-semitischen Sprachverwandtschaft hatte Marr bereits im vierten Semester (1886) aufgestellt und damit der damals herrschenden Überzeugung von der isolierten Stellung der georgischen Sprache, der auch Zagareli anhing, widersprochen, ohne jedoch wissenschaftliche Beweise anzuführen. Gegen den ausdrücklichen Rat seiner Professoren veröffentlichte er seine Thesen zwei Jahre später.
Über ein halbes Jahrhundert war Zagareli an der Uni Sankt Petersburg tätig. 1922 verließ der fast 80-Jährige Russland und nahm akademische Positionen an der von ihm mitbegründeten Staatlichen Universität Tiflis an. Anerkennung erlangte er ferner durch die Übersetzung vieler bedeutender georgischer Schriften unter anderem in die deutsche, englische, französisch und russische Sprache.
Seine letzte Ruhestätte fand er auf dem Pantheon von Tiflis (Grab Nr. 42).

## Ehrungen
- Sankt-Stanislaus-Orden I. Klasse.

## Publikationen
- Die grammatische Literatur der georgischen Sprache. Tipografija Imperatorskoj Akademii Nauk, Sankt Petersburg 1873
- Nachrichten über Denkmäler des georgischen Schrifttums. Tipografija Imperatorskoj Akademii Nauk, Sankt Petersburg 1886
- Urkunden und andere historische Dokumente des 18. Jahrhunderts, die sich auf Georgien beziehen. Sankt Petersburg 1891